# نقشه هم‌لرز

نقشه هم‌لرز زمین‌لرزه ۱۹۶۸ ایلینوی

در لرزه‌شناسی، نقشه هم‌لرز (انگلیسی: Isoseismal map) برای نشان‌دادن خطوطی با شدت لرزه‌ای یکسان به‌کار می‌رود و معمولاً شدت لرزه‌ای با استفاده از مقیاس شدت مرکالی اصلاح‌شده اندازه‌گیری می‌شود. این نقشه‌ها در شناسایی و تشخیص رومرکز زمین‌لرزه، به‌ویژه در زمانی که داده‌های ثبت‌شده لرزه‌سنجی موجود نیست (مانند زمین‌لرزه‌های تاریخی)، مفید و مؤثر است. این نقشه‌ها همچنین حاوی اطلاعات مهمی در مورد شرایط زمین در مکان‌های خاص، وضعیت زمین‌شناسی لایه‌های زیرین، الگوهای انتشار امواج لرزه‌ای و چگونگی پاسخ انواع ساختمان‌ها به امواج لرزه‌ای هستند. نقشه‌های هم‌لرز بخش مهمی از رویکرد میدانی لرزه‌شناسی و کلان‌لرزه‌ای را تشکیل می‌دهند، یعنی بخشی از لرزه‌شناسی که با داده‌های غیر ابزاری سروکار دارد. شکل و اندازه مناطق هم‌لرز می‌تواند در تعیین بزرگی زمین‌لرزه، ژرفای کانون زمین‌لرزه و سازوکار کانونی یک زمین‌لرزه کمک کند.